# Propaganda Dei
Propaganda Dei – album koncertowy polskiej grupy muzycznej zespołu 2Tm2,3. Wydany w 2004 roku nakładem wytwórni Metal Mind Productions. Ma formę dwupłytowej składanki złożonej z utworów z wcześniejszych albumów w wersji akustycznej i kilka utworów. Zawiera fragmenty koncertów zarejestrowane podczas akustycznej trasie koncertowej grupy w okresie wielkiego postu w marcu i kwietniu 2003 roku. Poza utworami autorskimi zespołu, na albumie znajdują się covery innych wykonawców, stanowiące interpretacje 2Tm2,3.

## Lista utworów
| Część I 1. "Psalm 103" 2. "Psalm 13" 3. "See I&I" 4. "List do Kościoła" 5. "W obliczu Aniołów (Psalm 138)" 6. "Psalm 23" - 3:22 7. "Kantyk Trzech Młodzieńców" 8. "Shema Israel (Jedyny Pan, prawdziwy Bóg)" 9. "Kocham Cię tak samo" 10. "Psalm 130" |  | Część II 1. "Jahwe Tyś Bogiem mym" 2. "Psalm 8" 3. "Exodus" (cover Boba Marleya) 4. "Psalm 18" 5. "Stabat Mater" 6. "Psalm 51" 7. "Redemption Song" (cover Boba Marleya) 8. "By the Rivers of Babylon" (cover Boney M - "Rivers of Babylon") 9. "Święty szczyt" |

## Twórcy
Skład zespołu
- Robert "Litza" Friedrich - gitara, śpiew, produkcja muzyczna
- Dariusz "Maleo" Malejonek - śpiew, gitara
- Tomasz "Budzy" Budzyński - śpiew, projekt okładki
- Piotr "Stopa" Żyżelewicz - perkusja
- Marcin Pospieszalski - gitara basowa, instrumenty klawiszowe
- Beata Polak - perkusja
- Robert "Drężmak" Drężek - gitara, śpiew
- Angelika Korszyńska-Górny - śpiew, klawisz
- Krzysztof "Dr Kmieta" Kmiecik - gitara basowa
- Mikołaj "Cichy" Pawlak - flet

Udział innych
- Maciej Błachnio - miksowanie ("Małe Studio", Puszczykowo), mastering ("Zachan Studio", Wrocław)
- Adam Leniec - skład graficzny